# Günter Siebert (Fußballspieler)
Günter „Oskar“ Siebert (* 15. Dezember 1930 in Kassel; † 16. Juni 2017 in Eckernförde) war ein deutscher Fußballspieler, Sportfunktionär und mehrmaliger Präsident des FC Schalke 04.

## Leben
Günter Siebert wechselte 1951 von CSC 03 Kassel zum FC Schalke 04. 1953 schloss Siebert sich dem KSV Hessen Kassel an und kehrte 1955 zum FC Schalke 04 zurück. Dort wurde er zu einem der erfolgreichsten Stürmer jener Zeit in der Oberliga West. Er erzielte in 118 Spielen 61 Tore. Sein größter Erfolg war 1958 der Gewinn der deutschen Meisterschaft. Im Endspiel in Hannover besiegte Schalke den Hamburger SV mit 3:0. 1959 musste er wegen einer Knieverletzung seine Karriere zunächst beenden.
Kurzzeitig spielte er dann wieder in der 2. Liga West bei Sportfreunde Gladbeck, wo er in der Saison 1959/60 unter Trainer Hermann Eppenhoff in 23 Ligaspielen neun Tore erzielte.
Schon zu seiner aktiven Zeit als Spieler hatte Siebert eine Kiosk- und Imbisskette in Gelsenkirchen aufgebaut; später kamen Lebensmittelläden im Ruhrgebiet und in Kassel hinzu. Mit dieser wirtschaftlichen Basis und seiner emotionalen Rhetorik schuf er die Grundlage für seine zweite Karriere bei Schalke 04. Er wurde 1964 zum Vizepräsidenten gewählt, 1967 löste er Vereinslegende Fritz Szepan ab und wurde jüngster Präsident eines Bundesligisten aller Zeiten.
1975 plante Siebert, den brasilianischen Nationalspieler Francisco Marinho von Botafogo FR nach Gelsenkirchen zu holen. Problematisch war jedoch die für damalige Verhältnisse hohe Ablöse von 1,4 Millionen DM. Siebert verteilte deshalb während des Heimspiels gegen den FC Bayern München Wahlzettel. Die Fans sollten darüber abstimmen, ob Marinho geholt werden solle und ob die Schalker Fans im Gegenzug eine Erhöhung der Eintrittspreise akzeptieren würden. Als am Tag danach die Stimmen ausgezählt werden sollten, waren allerdings die Wahlurnen verschwunden und Marinho blieb in Brasilien.
Bis 1976 blieb Siebert Präsident des FC Schalke 04. In diese Zeit fielen unter anderem der Pokalsieg 1972 und der Bau des Parkstadions, aber auch der Bundesliga-Skandal. Anschließend sollte er eigentlich ab 1. Januar 1977 als Manager unter dem neuen Präsidenten Karl-Heinz Hütsch arbeiten. Siebert kündigte seinen Vertrag jedoch nach Streitigkeiten mit Hütsch noch vor Vertragsbeginn. Von 1978 bis 1979 übte er noch einmal das Amt des Präsidenten aus. Danach zog er sich aus der Vereinspolitik zurück, bevor er von 1987 bis 1988 nochmals Präsident wurde. Er war bis zuletzt Mitglied des königsblauen Ehrenpräsidiums.
Seit dem Ende der 1980er-Jahre lebte Siebert auf Gran Canaria und betrieb im Ferienort Playa del Inglés „Oskar’s Tanzpub“ – angelehnt an seinen Spitznamen „Oskar“, den er seit seiner Zeit als Schalke-Präsident hatte.
Günter Siebert starb am 16. Juni 2017 im Alter von 86 Jahren in einem Pflegestift in Eckernförde, wo sich seine Tochter in den letzten Jahren um ihn gekümmert hatte, eines natürlichen Todes.

## Spitznamen
Seinen Spitznamen „Oskar“ erhielt Siebert angeblich in Anlehnung an die Bildergeschichten Oskar, der Familienvater, die in den 50er und frühen 60er Jahren erschienen. Günter Siebert hatte mit seiner Frau Hanne sieben Kinder. Außerdem wurde Siebert auch „Forelle“ genannt, weil er vor den Augen seiner Mannschaftskameraden mit der bloßen Hand eine Forelle aus einem Flussbett zog.